# 落合さより
落合 さより（おちあい さより）は、日本の漫画家。性別は非公開。

## 来歴・人物
子供の頃より漫画が好きで、一番好きだった漫画は『ドラゴンボール』。雑誌の漫画賞の投稿ページを見たのがきっかけで漫画家になりたいと思うようになり、小学3年生の頃よりノートなどに漫画を描き始める。様々な雑誌に投稿し、『ウルトラジャンプ』（集英社）2008年3月号に『ぎんぎつね』の読切が掲載され、デビュー。『ぎんぎつね』はその後同誌2008年6月号の読切掲載を経て2009年6月号より正式に連載となり、2013年にはテレビアニメ化もなされた。
インタビューでは最も影響を受けた漫画家に鳥山明を挙げており、彼がいなければ漫画家を目指すこともなかったと語っている。また、絵柄やストーリーなどの作風にはスタジオジブリの影響が強いと語っている。

## 作品リスト

### 連載漫画
- ぎんぎつね（『ウルトラジャンプ』、2008年3月号、6月号、2009年6月号 - 2022年11月特大号、集英社、全18巻）
- ほいくの王さま（『モーニング』2015年32号 - 2016年47号、原案協力：HY's、講談社、全6巻）※2021年に『Palcy』にて連載再開。

### 挿絵
- 5ミニッツ4エバー（「JUMP j BOOKS」、著：音七畔、2014年8月20日発売、集英社、全1巻）